# Lac Beaumont
Lac Beaumont är en sjö i Kanada.   Den ligger i regionen Mauricie och provinsen Québec, i den sydöstra delen av landet, 300 km nordost om huvudstaden Ottawa. Lac Beaumont ligger 198 meter över havet.
I omgivningarna runt Lac Beaumont växer i huvudsak blandskog. Runt Lac Beaumont är det glesbefolkat, med 18 invånare per kvadratkilometer.